# Břidlová
Břidlová (německy Schieferhütten) je zaniklá vesnice v Krušných horách v okrese Sokolov. Ležela na horských stráních mezi Rotavou a Přebuzí, asi 2,6 km severně od Krásné Lípy. Zanikla vysídlením v padesátých letech dvacátého století.

## Historie
První písemná zmínka o vesnici pochází z roku 1584.. Původní název místa zněl Glashütte a byl odvozen od zdejší sklářské huti, která zde stála již v 16. století. Později došlo k pojmenování Schieferhütten. Od toho byl odvozen v roce 1948 český název Břidlová. Vesnice sousedila s již dříve zaniklou osadou Mlýnské Chalupy (Mühlhäuser), kde stávaly tři mlýny.
Až do roku 1850 patřila Břidlová k panství Jindřichovice, které drželi Nosticové. V roce 1830 zde byla založena škola. Roku 1850 se stala osadou obce Obora. Po nuceném vysídlení německého obyvatelstva po druhé světové válce se obec nepodařilo dosídlit, v roce 1950 se stala osadou obce Šindelová. V průběhu 50. let 20. století však zanikla a stavení byla srovnána se zemí.

## Přírodní poměry
Území zaniklé Břidlové se nachází v Krušných horách, geomorfologickém podcelku Klínovecká hornatina, geomorfologickém okrsku Přebuzská hornatina. Okolní vrchy dosahují téměř tisícimetrové výšky. Nejvyšším je Špičák (995 m), který je nejvyšší horou v okrese Sokolov. Asi 750 m severně od Břidlové se nachází vrchol Čertovy hory (987 m). Územím protéká Oborský potok, který se ve vesnici Obora vlévá do Rotavy.

## Obyvatelstvo
Prvními osadníky byli skláři zaměstnaní ve zdejší sklářské huti. Po úpadku a následném zániku sklárny v druhé polovině 17. století se obyvatelé věnovali zemědělství, chovu dobytka nebo práci v lese. Později část obyvatel pracovala v železárnách v Rotavě. Na poštu chodili do Krásné Lípy, do kostela na Přebuz. V roce 1869 zde žilo 249 obyvatel v 31 domech, v roce 1900 žilo v Břidlové 190 obyvatel v 32 domech.
Při sčítání lidu v roce 1921 zde žilo 137 obyvatel, všichni německé národnosti. Všichni obyvatelé se hlásili k římskokatolické církvi.
| Rok            | 1869 | 1880 | 1890 | 1900 | 1910 | 1921 | 1930 | 1950 | 1961 |
| -------------- | ---- | ---- | ---- | ---- | ---- | ---- | ---- | ---- | ---- |
| Počet obyvatel | 249  | 226  | 200  | 190  | 173  | 137  | 121  | 0    | 0    |
| Počet domů     | 31   | 34   | 34   | 32   | 30   | 30   | 30   | 30   | 0    |